# Списък на политическите партии в Малта
Малта е парламентарна република с двупартийна система – в управлението се сменят лявоцентристката Лейбъристка партия и десноцентристката Националистическа партия.

## Парламентарно представени партии
| Партия                   | Места в парламента (2013) | Идеология          |
| ------------------------ | ------------------------- | ------------------ |
| Лейбъристка партия       | 38                        | Социалдемокрация   |
| Националистическа партия | 29                        | Християндемокрация |

## Други партии
- Демократична алтернатива
- Народно действие